# Ravencult
Ravencult ist eine griechische Black- und Thrash-Metal-Band aus Athen, die 2001 gegründet wurde.

## Geschichte
Die Band wurde im Jahr 2001 gegründet. Im Februar 2002 erschien das Demo Despise The Blindfold, das auf eine Stückzahl von 300 Stück begrenzt ist, dem sich 2003 ein weiteres unter dem Namen Cosmis Chaos anschloss. Im Juli 2004 wurde die EP Armageddon Rising, die aus zwei Liedern besteht, bei dem griechischen Label Aenaon Music veröffentlicht, wobei die Auflage bei 500 Stück lag. Im Jahr 2007 erschien ihr Debütalbum unter dem Namen Temples of Torment, dem sich 2011 das zweite namens Morbid Blood anschloss. In diesem Zeitraum war die Band auch live aktiv, so hielt sie im Juni 2008 zusammen mit Rotting Christ und Krisiun eine kleine Europatournee ab. 2007 war die Band auf dem Inferno Metal Festival Norway zu sehen. Seit der Gründung war die Band in rund 20 europäischen Ländern aufgetreten. 2012 erschien eine Split-Veröffentlichung mit Omega. Ravencult trug hierfür das neue Lied Deifier of Necromancy und das Hellhammer-Cover Massacra bei. Im Sommer 2015 unterzeichnete die Gruppe einen Plattenvertrag bei Metal Blade Records. Im selben Jahr erschien eine Split-Veröffentlichung mit Thou Art Lord, für die die Gruppe den Song Into Depths beisteuerte. 2016 erschien über Metal Blade Records das dritte Album Force of Profanation.

## Stil
Laut Wolf-Rüdiger Mühlmann vom Rock Hard klingt Temples of Torment „norwegisch-frostig“ und orientiere sich am Immortal-Album Pure Holocaust. Vor allem der Gesang von Linos klinge wie der von Abbath und auch einige Riffs klängen wie aus Liedern wie The Sun No Longer Rises kopiert. Ansonsten hörte er Parallelen zu alten Satyricon heraus. In einer späteren Ausgabe rezensierte Jan Jaedike Morbid Blood und ordnete die Gruppe dem Black Metal zu. Er fasste die Musik als „höchstgradig unfreundliches skandinavisches Getrümmer mit Rock´n´Roll-Vibe, Groove, Thrash-Kante und ´ner fetten Produktion“ zusammen. Die Gruppe ignoriere dabei Atmosphäre und Progressivität und setze auf Tempowechsel und schwanke zwischen Blast- und D-Beat-Passagen. Der Gesang sei guttural. Fünf Jahre später rezensierte Mandy Malon Force of Profanation. Sie habe die Band zum ersten Mal auf der Split-Veröffentlichung Straight Down in Hell / Deifier of Necromancy gehört. Seitdem habe sich der Klang weiterentwickelt und sie klinge vielleicht sogar etwas reifer. Sie fasste den Stil als Mischung aus 1980er Thrash- und 1990er Black-Metal zusammen. Eine Ausgabe später fühlte sich Malon bei der Musik von Ravencult an Aura Noir erinnert. Im Interview mit ihr gab Stefanos Fakatselis an, dass die Band vor allem durch klassischen Heavy Metal sowie durch extremen Death-, Black- und Thrash-Metal beeinflusst wird. Die Wurzeln der Band würden jedoch vor allem im Black Metal liegen. Stephan Möller von Metal.de rezensierte Force of Profanation ebenfalls. Das Album klinge sauberer produziert, das Schlagzeug klinge allerdings nun weniger dynamisch und natürlich. Möller charakterisierte die Musik als schnellen Black Metal mit Thrash-Metal-Anteil. Langsamere Passagen gebe es hingegen genau so wenig wie Klargesang. Das Album sei für Fans von Urgehal und Tsjuder geeignet, sei jedoch nicht so eingängig und es fehle die eigensinnige Herangehensweise.

## Diskografie
- 2002: Despise the Blindfold (Demo, Eigenveröffentlichung)
- 2003: Cosmic Chaos (Demo, Eigenveröffentlichung)
- 2004: Armageddon Rising (EP, Aenaon Music)
- 2007: Temples of Torment (Album, Dark Essence Records)
- 2011: Morbid Blood (Album, Hells Headbangers Records)
- 2012: Straight Down in Hell / Deifier of Necromancy (Split mit Omega, Evil Spell Records)
- 2015: Ravencult / Thou Art Lord (Split mit Thou Art Lord, Hell’s Fire Records)
- 2016: Force of Profanation (Album, Metal Blade Records)